# 70제자의 실바누스

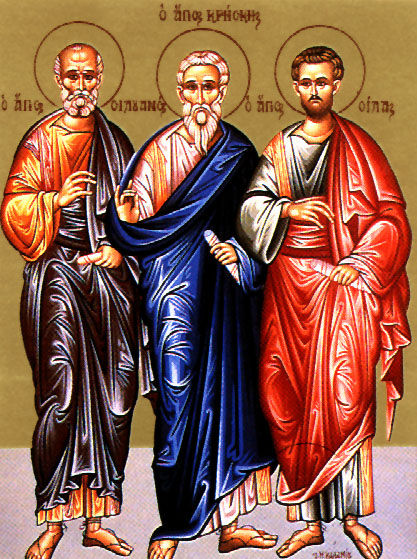
예수의 70제자 실바누스(좌측), 그레스겐스, 실라의 이콘

실바누스는 누가복음 10장에서 예수에 의해 보냄을 받은 70인의 제자로 여겨지는 동방 정교회의 전승 속 인물이다. 정교호의 전승에 의하면, 그는 이후에 데살로니가의 감독이 되어 순교하였다고 전해진다.
그는 사도행전, 여러 개의 바울 서신, 베드로전서에서 공동 저자 또는 필사가로 언급되기도 하는 실라와는 다른 인물이다.